# Eliseo Martín
Eliseo Martín Omenat (Monzón, 5 de noviembre de 1973) es un exatleta español especializado en la prueba de 3000 metros obstáculos. Ganó una medalla de bronce en el Campeonato del Mundo de 2003.

## Trayectoria deportiva
En 1992 fue campeón de España junior en 10 000 metros lisos. Quedó séptimo, en esa misma categoría en el Campeonato Mundial junior de Seúl. En 1994 y 1995 fue campeón nacional promesa en 3000 metros obstáculos. Realizó una travesía por un desierto, donde se lesionó y le impidió acudir a los Juegos Olímpicos de Atlanta 96.
En 1999 ganó el Campeonato de España de 3000 m obstáculos y en el Campeonato mundial de Sevilla, obtuvo el sexto lugar. Posteriormente ya en el año 2000 acudió a Sídney 2000 y quedó en sexto lugar en 3000 metros obstáculos.
Entre 1998 y 2005 compitió en todos los grandes campeonatos celebrados (europeos, mundiales y Juegos Olímpicos). El 26 de agosto de 2003 ganó una medalla de bronce en el Mundial de París con su mejor marca personal (8:09:09), tras superar a dos rivales en los últimos 200 m.
Campeón de España en 3000 con obstáculos. La Real Federación Española de Atletismo le nombra Atleta del Año 2003 y el Comité Olímpico Español le otorga la Medalla Olímpica en reconocimiento a sus méritos deportivos durante el año.
Compitió internacionalmente por última vez en el Campeonato de Europa de 2010. Tras retirarse del atletismo en 2012, se ha dedicado a la política como concejal de Deportes del Ayuntamiento de Monzón, su localidad natal, cargo que ocupa desde 2019.

## Palmarés nacional
- Campeón de España 3000 m obstáculos año 1999 y 2003.
- Campeón de España promesa de 3000 m obstáculos (1994-1995)
- Campeón de España júnior de 10 000 m y cross (1992).

## Palmarés internacional

### Campeonatos del mundo
- Medalla de Bronce en el Campeonato Mundial de Atletismo París 2003.
- 6.º en 3000 m obstáculos en el Campeonato Mundial de atletismo Sevilla 1999.
- 7.º en 10 000 metros lisos en el Campeonato del mundo Junior de Seúl 1992
- 7.º en 3000 m obstáculos en el Campeonato Mundial de atletismo Osaka 2007.
- 9.º en 3000 m obstáculos en el Campeonato Mundial de atletismo Berlín 2009.
- 12.º en 3000 m obstáculos en el Campeonato Mundial de atletismo Edmonton 2001.

### Juegos Olímpicos
- 6.º en los Juegos Olímpicos de Sídney 2000.
- 9.º en los Juegos Olímpicos de Atenas 2004.
- Eliminatorias en los Juegos Olímpicos de Pekín 2008

### Otras competiciones internacionales
- 5.º puesto en el Campeonato de Europa de Atletismo Múnich 2002.
- 7.º en el Campeonato de Europa de Atletismo Budapest 1998.

## Honores
- Mejor atleta español del año 2003, entregado por la RFEA.
- Mejor atleta aragonés del año 2006.

## Mejores marcas[3]
- 1500 m - 3´40"96 (Gerona, 21 de agosto de 2000).
- 3000 m planos - 7´50"71 (Madrid, 19 de julio de 2003).
- 5000 m planos - 13´47"77 (1 de enero de 2001).
- 10 000 m planos - 28´39"11 (Baracaldo, 10 de abril de 1999).
- Medio maratón - 1h05´03" (2005).
- 2000 m obstáculos - 5´24"79 (Huelva, 7 de junio de 2005).
- 3000 m obstáculos - 8´09"09 (Paris Saint-Denis, 26 de agosto de 2003).